# Beneš Černohorský z Boskovic mladší
Beneš Černohorský z Boskovic mladší († 1507) byl moravský šlechtic pocházející z rodu pánů z Boskovic.

## Život
Jeho otcem byl Beneš Černohorský z Boskovic, sourozenci Beneše mladšího byli Tas Černohorský z Boskovic, Dobeš Černohorský z Boskovic, Jan Černohorský z Boskovic, Jindřich Černohorský z Boskovic starší, Markéta, Jitka, Magdaléna a Barbora. Spolu se svým bratrem Dobešem drželi po svém otci značný majetek, jehož centrum tvořil hrad Černá Hora. Roku 1483 koupili hrad Holštejn, který však vlastnili pouze 10 let.
Počátkem 60. let 15. století odebral Jiří z Poděbrad a Kunštátu Boskovicům Nový hrad, který byl markraběcím zbožím a dával se v zástavu. Učinil to tak ve prospěch svého rodu pánů z Kunštátu. Za česko-uherských válek se postavil Beneš se svým bratrem Dobešem na stranu uherského krále Matyáše Korvína. Po dobytí Nového hradu Matyášovými vojsky ho zastavil uherský král zpět Černohorským z Boskovic. Bratři Beneš a Dobeš nechali poničený hrad rozebrat a vedle postavili novostavbu Nového hradu, který má nad bránou letopočet 1493.
Po násilné smrti svého bratrance Jaroslava z Boskovic roku 1485, kterou měl na svědomí Matyáš Korvín, se Boskovicové od uherského krále odvrátili a Beneš mladší napadal jeho statky. V závěru svého života se věnoval správě svého panství. Zemřel roku 1507.

## Rodina
Beneš měl se svou ženou Kateřinou z Pruskova pět dětí:
- Jan Černohorský z Boskovic – 12. září 1504 bojoval hrdině v bitvě u Řezna, zemřel 1554
- Dobeš Rosický z Boskovic – moravský nejvyšší sudí a zemský hejtman, zemřel roku 1540 v Rosicích
- Jaroslav Černohorský z Boskovic + 11. 7. 1546
- Tas Černohorský z Boskovic + 1549
- Barbora